# Mistral (torpilleur)
Pour les autres navires du même nom, voir Mistral.
Le Mistral est un torpilleur de la classe Bourrasque de la Marine nationale française.

## Histoire
Le 2 juillet 1930, le Mistral s'échoue sur le banc des Sardinaux, près de Sainte-Maxime. Son déséchouage sera difficile.
Lorsque la France signe l'armistice avec l'Allemagne le 22 juin 1940, le Mistral, basé à Brest. Il est commandé par le capitaine de corvette Guillaume Christophe Marie de Toulouse-Lautrec-Montfa. Après avoir participé à l'évacuation de Dunkerque, le bâtiment se réfugie dans la base HMNB Devonport. Le 3 juillet 1940, les Britanniques exécutent l'opération Catapult, ils saisissent les navires de guerre français dans les ports français et britanniques pour les empêcher de tomber entre les mains des Allemands ou des Français du régime de Vichy. Le commandant veut saborder son bâtiment mais en est empêché par les Britanniques. Les Britanniques saisissent le Mistral et l'incorporent dans la Royal Navy, il a alors pour nom HMS Mistral. Il reçoit de l'artillerie britannique. Puis c'est un abordage avec le navire-citerne Black Ranger ; le Mistral subit des dommages mineurs tandis que le Black Ranger passe une courte période en réparation dans un chantier de la Clyde. Finalement les Britanniques le restituent aux  Forces françaises combattantes à Hartlepool.
Lors du débarquement de Normandie, le Mistral est gravement avarié par des tirs d'artillerie allemande dans la Manche au large de Quinéville, le 10 juin 1944. Il est déclaré comme perdu.
Il est ramené à Cherbourg le 25 août 1945 par un équipage anglais, condamné le 24 novembre 1948, rayé le 17 février 1950 et mis en vente le 5 décembre 1952. Il est remorqué le 8 janvier 1953 à Brest pour démolition.